# Jairo José Pinilla Téllez
Jairo José Pinilla Téllez (Cali, Colombia, 21 de agosto de 1944) es un director de cinematográfico colombiano, considerado el padre del terror el suspenso y la ciencia ficción en Colombia, 
autor entre otras, de las películas 27 Horas con la muerte y Funeral siniestro. Actualmente  varias de sus obras cinematográficas han sido revaloradas por cineclubes, directores, críticos de cine contemporáneo y personas afines al género de película de culto, también siendo rescatadas y exhibidas por el canal televisivo Señal Colombia en la franja "En cine nos vemos" y en el programa "El Espejo" de Canal Capital; y es valorado por el público cinéfilo como director de culto.

## Historia
Nació en Cali en el año de 1944 y desde los 4 años vive en Bogotá. Siendo muy niño sintió atracción hacia los temas de muerte y temor. La primera película que vio en un teatro de cine y que lo marcaría el resto de su vida fue  "El ladrón de Bagdad"  dirigida por Ludwig Berger, Michael Powell y Tim Whelan de 1940. Estudió Ingeniería electrónica en la Universidad Industrial de Popayán se especializó en computadoras electromecánicas en México con la empresa norteamericana Burroughs Enterprise, en su tiempo libre visita los estudios Churubusco donde conoce a las estrellas del cine mexicano de los 60´s forja amistades con varias personalidades del cine Mexicano y conoce de primera mano toda la parte técnica y artística del cine de aquella época, decide regresar a Colombia y hacer cine, su primer cortometraje "Que mago"  lo realiza con película reversible Blanco y Negro y sin sonido,  donde encontramos por primera vez en Colombia efectos especiales en un cortometraje; Realizando esta película Pinilla comienza a poner en práctica sus ideas, luego escribe y dirige  "Cita con la época" Una Coproducción de Asofilms y San Pablo Films, el cortometraje fue premiado en Milán Italia.
Sus dos primeros largometrajes fueron: Funeral siniestro una de las primeras películas del género del terror y suspenso en Colombia y Área maldita donde incursiona en el género de acción policial y es la primera en incorporar efectos especiales en los tiroteos; continuara con 27 horas con la muerte de género de suspenso donde se mezcla de un siniestro plan para timar a una aseguradora con el temor de ser enterrado vivo y un juego psicológico que mantiene al espectador al tanto del desenlace de los hechos que engancha hasta el último momento; también grabó una película de aventura y suspenso con efectos especiales: "Triángulo de Oro - La isla fantasma" rodada en locaciones internacionales (Panamá), en alta mar, doblada al inglés y escenas de pelea con artes marciales, explosiones y terremotos siendo ésta así la más exitosa de su carrera. Sobre regresiones e historias de terror psicológico: Extraña regresión, ha realizado varios cortos del género comedia como "Un gallinazo sin suerte" y comedia de suspenso como "Robo macabro",  incursionó en el género documental con  "El milagro de Chiquinquirá"   "Funerales de Gustavo Rojas Pinilla" entre otros.
Comenzó a rodar en el año 2005 la primera película en formato digital en Colombia: ¿Porqué lloran las campanas? filmada en Medellín.
Su estilo se caracteriza por tomar actores naturales. Es un rasgo característico incluir cameos de sí mismo en sus propias películas, otra característica es la de doblar los diálogos al inglés y al español en todas sus producciones argumentales.
La revista española "Zona de Obras" lanzó en su Número 49 del 2008 una sección dedicada al cine Iberoamericano con una entrevista a Jairo Pinilla que incluía "27 horas con la muerte por primera vez en DVD la mítica película del director colombiano Jairo Pinilla".
Fue el invitado de honor en la edición 46 del Festival Internacional de Cine Fantástico de Catalunya SITGES 2013, en la sección Brigadoon en colaboración con el festival de cine Colombiano Zinema Zombi Fest permitió presentar una retrospectiva de las películas de Jairo Pinilla representando a Colombia en el Género del terror y el suspenso.
En el año 2006 el director de cine Ciro Guerra realiza su trabajo de tesis sobre Jairo Pinilla, trabajo al que denominó: Documental siniestro.
Desde el año 2013  One Man Band Studios una empresa audiovisual,  ha recopilado información para la creación de "La Pesadilla de Pinilla" un proyecto que está en línea a través de la plataforma de Youtube sobre la vida y obra de Jairo Pinilla.

## Controversias
Cuenta con una gran cantidad de seguidores al punto que varias de sus películas y cortometrajes se han exhibido de nuevo en el canal televisivo Señal Colombia. A pesar de ser uno de los directores de cine más taquilleros en la historia del cine colombiano Jairo Pinilla ha expresado que ha tenido muchos inconvenientes con la creación de sus cintas por un embargo realizado por la entonces entidad del cine colombiano Focine, que en 1986 se llevaron 16 cintas de sus películas originales, cámaras, moviolas y grabadoras de sonido dejándolo sin su patrimonio. Para algunos es uno de los directores más controvertidos de Colombia.

## Filmografía
De las más de 50 películas que rodó, se destacan:
Largometrajes
- Funeral siniestro (1977)
- Área maldita (1979)
- 27 Horas con la muerte (1981)
- Triángulo de oro - La isla fantasma (1983)
- Extraña regresión (1985)
- Paseo funesto (2012)
- Por qué lloran las campanas (2014)

Cortometrajes
- "Que mago" (1970)
- "Cita con la época" (1971)
- "La Marca" (1973)
- "Minuto fatal" (1974)
- "Kondor el mago" (1975)
- "Gallinazo sin suerte" (1979)
- "Robo macabro" (1980)
- Posesión extraterrestre (2000)
- Un libro de ultratumba  (2002)
- "El Clamor de un Ángelito"
- "El cigarro asesino" (2003)
- "Inocente Plegaria" (2006)
- "Pacto con el diablo" (2006)
- "Mi Ángel de la guarda" (2006)
- "·Creer o no creer" (2006)

Documentales
- " El incendio
- "Cundinamarca un sueño" (1973)
- "Funerales de Gustavo Rojas Pinilla" (1974)
- "Hijos del viejo Caldas. El Quindío" (1976)
- "Actividad del grupo Indega en Colombia" (1977)
- " El milagro de Chiquinquirá (1986)
- "El Centenario de la Policía Nacional" (1991)
- "La puerta al Llano" (2003)
- "Viaje al llano"
- "Paz Cultura y turismo" (2006)
- "El santuario de Guadalupe" (2011)
- "Colombia en la Florida" (2012)
- "Cómo se hace cine" (2012)
- "Dios y el imperio de satanás en el siglo XXI (2014)

Serie "Área de Terror" para TV
- "El Misterio de la Morgue" (1989)
- "Kondor el Mago y la niña vidente" (1990)
- Silla satánica (1990)
- "El Brujo" (1990)
- "El Monje sin Cabeza" (1999)